# Latiume Fosita
Latiume Fosita (nacido en Takapuna  el 25 de julio de 1992) es un jugador de rugby tongano, que juega de apertura para la selección de rugby de Tonga y para Selknam Rugby en la SLAR.
Debutó con la selección de Tonga en un partido contra Rumanía en Bucarest el 9 de noviembre de 2013. 
Seleccionado para la Copa del Mundo de Rugby de 2015, Fosita anotó un ensayo en la victoria de su equipo sobre Namibia 35-21.
En el año 2020 ha jugado en el equipo Selknam que es el primer equipo de rugby profesional de Chile.